# Roadie

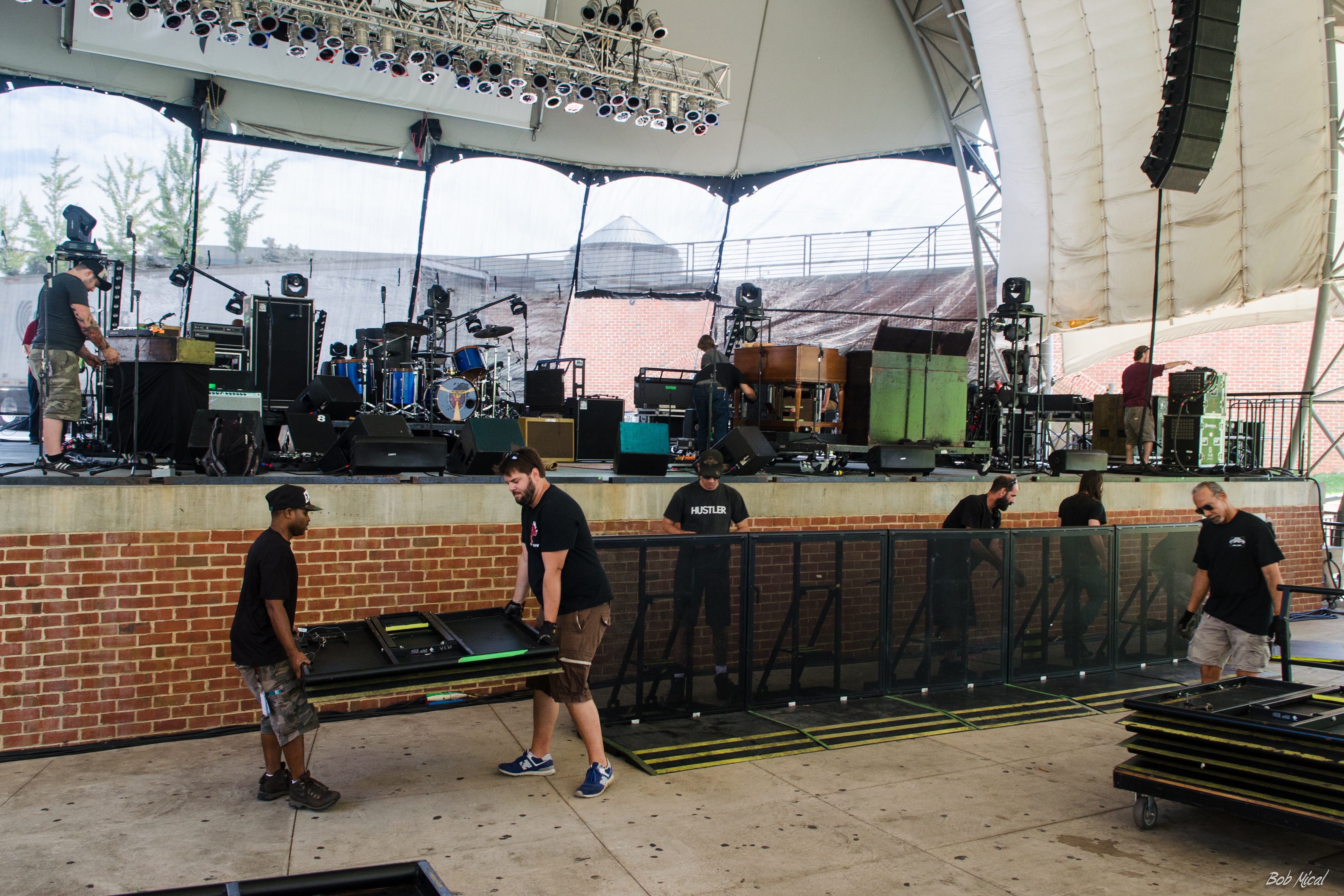
Pracownicy obsługi technicznej (roadies) przygotowujący scenę przed koncertem (2013).

Roadie (l. mn. roadies) – anglojęzyczne określenie osoby, która wyrusza razem z członkami zespołu muzycznego na trasy koncertowe, pełniąc wszelakie role związane z obsługą techniczną, np. takie jak: kierowca, menedżer tournée, czy reżyser dźwięku i oświetlenia.
Zdarza się, że wykonawcy przywiązują się do takich ludzi i wspominają o nich przy okazji nagrywania oraz wydawania swoich muzycznych projektów. Hardrockowy brytyjski Motörhead poświęcił na przykład swojemu technicznemu sztabowi piosenkę „(We Are) The Road Crew”. Amerykańscy przedstawiciele muzyki rockowej, zespół Lynyrd Skynyrd, umieścił z kolei swoich roadies na okładkach kilku swoich albumów, dając wyraz tego, że traktują ich jak pełnoprawnych członków grupy.
W 2012 roku na płycie Tenacious D pt. Rize of the Fenix znalazł się utwór pt. „Roadie”, do którego w oficjalnym teledysku w rolę roadie wcielił się Danny McBride.